# La Ciénega II
La Ciénega II är en ort i Mexiko.   Den ligger i kommunen San Pedro Pochutla och delstaten Oaxaca, i den sydöstra delen av landet, 500 km sydost om huvudstaden Mexico City. La Ciénega II ligger 146 meter över havet och antalet invånare är 180.
Terrängen runt La Ciénega II är lite kuperad.  Närmaste större samhälle är San Pedro Pochutla, 12,6 km väster om La Ciénega II. 